# Carthage en flammes (film)
Cet article concerne le film. Pour le roman original, voir Carthage en flammes.
Pour plus de détails, voir Fiche technique et Distribution.
Carthage en flammes (titre original : Cartagine in fiamme) est un péplum italien de production franco-italienne de Carmine Gallone sorti en 1960 et adapté du roman Carthage en flammes d'Emilio Salgari.

## Synopsis
Durant la troisième guerre punique, alors que le consul Scipion Émilien débarque sur les côtes d'Afrique, la ville de Carthage connait de plus en plus de problèmes face aux Romains. À l'intérieur même de la cité, les Carthaginois sont partagés, certains voulant lutter jusqu'à la mort, d'autres préférant traiter avec l'ennemi. Hermon lui-même, suffète à la tête du Grand Conseil de la cité, hésite sur la conduite à adopter. Phégor, le chef de la garde sacrée, est favorable aux négociations avec les Romains qui souhaitent détruire Carthage et reconstruire une nouvelle cité plus éloignée de la côte afin de réduire à néant la puissance maritime de la rivale de Rome tandis qu'Hiram, chef militaire de Carthage, pense qu'il faut défendre la ville contre les Romains et doit s'exiler pour échapper à la mort. Il laisse sa fiancée Ophir, la fille d'Hermon, menacée aussi par l'avancée romaine. Hiram revient à Carthage afin de sauver Fulvia, une romaine qui lui a jadis sauvé la vie et que le grand prêtre s'apprête à sacrifier sur l'autel de Baal-Moloch en raison de la haine du peuple pour les Romains. Hiram s'enfuit ensuite sur le navire de son ami Sidon mais Phégor qui voulait faire de Fulvia son épouse se lance à leur poursuite à bord de la dernière trirème que Rome a laissé à la flotte carthaginoise. Hiram revient ensuite enlever Ophir qui s'apprêtait à épouser Tsour, son ami d'enfance, car Hermon ne voulait pas que sa fille épouse Hiram bannit. L'armée carthaginoise commandée par Hasdrubal le Boétharque est définitivement vaincue par les légions romaines. Phégor trahit la cité dans le but d'éviter les morts tandis qu'Hiram qui plaide la cause de la défense de la ville est autorisé à rentrer à Carthage, il défend la cité contre les Romains mais vaincu, il doit fuir par la mer. Hiram et Ophir seront sauvés et verront de leur bateau la destruction de Carthage par les flammes.

## Fiche technique
- Titre original :Cartagine in fiamme
- Titre français : Carthage en flammes
- Réalisation : Carmine Gallone
- Scénario : Ennio De Concini, Carmine Gallone, Duccio Tessari, d'après le roman de Emilio Salgari
- Décors : Guido Fiorini
- Costumes : Venerio Colasanti
- Photographie : Piero Portalupi
- Effets spéciaux : Ottavio Mannini
- Monteur : Niccolo Lorarri
- Musique : Mario Nascimbene
- Production : Carmine Gallone
- Société de production : Lux Film
- Pays d'origine :  Italie et  France
- Langue :  italien
- Formats : couleurs (Technicolor) - 70 mm -  2,20:1 (Technirama) - Son mono
- Genre : péplum
- Durée : 105 minutes
- Dates de sortie :  
  - Italie : 29 janvier 1960
  - France : 11 mars 1960
- Affiche : Jean Mascii (France)

## Distribution
- Anne Heywood  (VF : Paule Emanuele) : Fulvia
- Jose Suarez  (VF : Jean-Claude Michel) : Hiram
- Daniel Gélin  (VF : lui-même) : Phégor
- Pierre Brasseur  (VF : lui-même) : Sidon
- Paolo Stoppa  (VF : Fred Pasquali) : Astarito
- Ilaria Occhini  (VF : Michèle Montel) : Ophir
- Aldo Silvani  (VF : Jean Toulout) : Hermon
- Mario Girotti  (Terence Hill) : Tsour
- Cesare Fantoni  (VF : Serge Nadaud) : Assian
- Erno Crisa  (VF : Roger Tréville) : Hasdrubal
- Ivo Garrani  (VF : Jean Violette) : Thala
- Gianrico Tedeschi : Eleo
- Edith Peters : Sarepta
- Guido Celano  (VF : Maurice Dorléac) : le chef des Numides
- Mario Passante  (VF : Pierre Morin) : un membre du conseil
- Nerio Bernardi  (VF : Richard Francœur) : le grand prêtre de Moloch
- Spartaco Nale: Partisan D’Hiram

## Critiques
- « La mise en scène à grand spectacle ne justifie pas tout : encore faut-il que l'histoire ainsi illustrée ait un sens. Or ce n'est pas le cas ici. […] Les foules, bien dirigées par le réalisateur qui est expert en la matière, éclipsent les acteurs qui tous jouent de façon théâtrale[1]. »
- «Les décors du film de William Wyler «Ben Hur» ont été brûlés dans la réalisation de ce film» : anecdote trouvée dans «Avis de la rédaction» TV DVD jaquettes.